# Casa consistorial de Cervera
La casa consistorial de Cervera, es el edificio de la Paeria en Cervera, situado en la plaza Mayor, al final de la calle Mayor. Es la sede de las dependencias municipales del Ayuntamiento de Cervera (Lérida), España.
Detrás del monumento se ubica la iglesia de Santa María. Los dos monumentos presiden uno de los lugares más remarcables del conjunto histórico de Cervera, declarado por acuerdo del gobierno de la Generalidad de Cataluña el 25 de noviembre de 1991.
El edificio actual se construyó reemplazando dos edificios más antiguos: La Sala de la Paeria, conocida desde 1332, que estaba ubicada entre la iglesia de Santa María y la plaza del Mercadal, y una casa de la Paeria construida en el siglo XV por el maestro de obras Joan Barrufet, siguiendo un proyecto del maestro bretón Martí Ymor. El edificio actual aprovecha las estructuras de la parte baja.
El edificio fue encargado en el siglo XVII al escultor Francesc Puig y ampliado un siglo más tarde por el escultor manresano Jaume Padró para ubicar en él las prisiones. Todo el monumento sigue, tanto en su composición como en su declaración escultórica, los parámetros estéticos propios del estilo barroco.
Es de planta rectangular, con la fachada principal en la plaza Mayor y final de la calle Major y dos fachadas laterales en las calles de Sebolleria y de Santa María. La fachada posterior estaba adosada a las de la iglesia de Santa María y a su campanario. Consta de sótano, planta baja, piso y buhardilla.
De su exterior cabe remarcar la fachada principal donde se ubican la puerta de acceso a la Paeria y la puerta de acceso a las prisiones.
En estos portalones destacan los relieves de las dovelas centrales. Asimismo, destacan los frontales decorados de la planta primera y las balconadas soportadas por módulos esculpidos de figuras humanas de medio cuerpo que representan, en la zona de la prisión, escenas alusivas al presidio y a los diversos sentimientos humanos. La buhardilla tiene una hilera de pequeñas ventanas rectangulares. El edificio está coronado por una cornisa corrida.
En el interior destacan los restos de las arcadas de antiguo Mercadal, la escalera de piedra que da acceso a la planta primera y, ya en esta planta noble, la Sala Gran y la Sala dels Consells. En el año 1678 la Paeria adquirió al Estado una veintena de retratos de los Reyes y Reinas de España desde Fernando el Católico, que actualmente están ubicados en la Sala Gran.
El edificio fue restaurado por el arquitecto Enric Solsona i Piña entre 1985 y 1990. De las actuaciones de esta restauración cabe remarcar el restablecimiento de la separación entre el edificio de la Paeria y la iglesia de Santa María, así como la liberación de los antiguos espacios del Mercadal ubicados en la planta baja de este monumento, lo que permite su comprensión espacial e histórica.